# Gedeo (zone)
Pour les articles homonymes, voir Gedeo.
La zone Gedeo (prononcé « Guédéo » en français) est une zone d'Éthiopie située dans la région Éthiopie du Sud. Elle compte 847 434 habitants en 2007. Ses plus grandes villes sont Dila et Yirga Chefe.

## Géographie
- zone
- Transafricaine 4
- Gelana

La zone Gedeo est une exclave de la région Éthiopie du Sud entourée de toutes parts par la région Oromia sauf au nord où elle est bordée par la région Sidama.
Située environ 400 km au sud d'Addis-Abeba sur le trajet de la route transafricaine 4, la zone fait partie des hauts plateaux éthiopiens à l'est de la vallée du Grand Rift. Elle est connue pour sa production de café et sa tradition d'agroforesterie.
La zone est principalement dans le bassin versant du lac Abaya par la rivière Gelana (d) avec cependant un versant oriental dans le bassin du Jubba par des sous-affluents de la Dawa[réf. souhaitée].

## Histoire
La zone Gedeo reprend une grande partie de l'ancien awraja Gedeo de la province de Sidamo,  et  porte le nom des Gedeo dont c'est la région d'origine. La zone est instituée dans la région des nations, nationalités et peuples du Sud lors de la réorganisation du pays en régions, en 1995.
Ses limites extérieures restent pratiquement inchangées depuis l'origine,, mais la création de la région Sidama en 2020 l'a isolée géographiquement du reste de la région des nations, nationalités et peuples du Sud.
Elle rejoint la région Éthiopie du Sud en août 2023 à la suite du référendum de 2023 sur la création d'une région d'Éthiopie du Sud.
C'est également en 2023 que le paysage culturel du pays gedeo est inscrit sur la liste du patrimoine de l'Unesco. Sont mentionnés notamment les forêts sacrées de Bolocho, Birbirota, Basura et Wogida Amba ainsi que les sites mégalithiques d'Odola-Gelma, Tuto Fela, Chelba-Tutiti et Sede Merkato.

## Woredas
Au début des années 2000, la zone Gedeo est composée de quatre woredas : Wenago occupe la partie nord-ouest de la zone, Bule le nord-est, Kochere le sud et Yirgachefe le centre-ouest.
De 2007 à la fin des années 2010, elle se compose de sept woredas du fait de plusieurs subdivisions, :
- Bule ;
- Dila ;
- Dila Zuria ;
- Gedeb ;
- Kochere ;
- Wenago ;
- Yirgachefe.

De nouveaux woredas appelés Churso[Où ?] et Rape[Où ?] apparaissent au début des années 2020 ainsi que trois districts urbains formés par les villes de Chelelektu, Gedeb et Yirgachefe.
La zone Gedeo compte ainsi douze woredas lorsqu'elle se rattache à la région Éthiopie du Sud en 2023.

## Démographie
Le recensement national de 2007 fait état de 847 434 habitants dans la zone dont 13 % de citadins.
Environ 86 % des habitants sont des Gedeo, 5 % sont des Oromos, 3 % sont des Amharas, près de 2 % sont des Gouragués, 1 % sont des Sidamas et moins de 1 % sont des Welaytas.
Près de 87 % ont pour langue maternelle le gedeo, 6 % l'amharique, 4 % l'oromo et 1 % le sidamo.
Environ 73 % sont protestants, 11 % sont orthodoxes, 4 % sont catholiques, 2 % sont de religions traditionnelles africaines et 2 % sont musulmans.
Outre Dila qui a 59 150 habitants en 2007, les principales villes de la zone sont Yirga Chefe (15 118 habitants en 2007), Gedeb (8 931), Wonago (8 471), Chelelektu (6 912), Bule (5 505) et Fiseha Genet qui a 3 694 habitants à la même date.
| Woreda 2007 | Population 2007 | Agglomérations           |
| ----------- | --------------- | ------------------------ |
| Bule        | 105 192         | Bule                     |
| Dila        | 59 150          | Dila                     |
| Dila Zuria  | 98 439          | -                        |
| Gedeb       | 141 990         | Gedeb                    |
| Kochere     | 130 486         | Chelelektu, Fiseha Genet |
| Wenago      | 116 921         | Wonago                   |
| Yirgachefe  | 195 256         | Yirga Chefe              |

En 2022, la population est estimée sur le même périmètre à 1 251 620 personnes pour 1 352 km2 de superficie soit une densité de population de 926 personnes par km2.